# Piter Benton
Dr Piter Benton izmišljeni lik koji je bio redovan u televizijskoj seriji Urgentni centar u prvih osam sezona i pojavio se u dve epizode poslednje sezone serije. Tumačio ga je Erik La Sejl. Benton je često tumačen kao nadmen i razdraživ, ali je ipak daroviti hirurg kome je strast zdravstvo. Takođe je otkriveno da su on i njegov saradnik iz Urgentnig centra dr. Mark Grin išli zajedno na fakultet. Bentonovo poslednje pojavljivanje kao stalni lik je bilo u epizodi "Biću kući za Božić" 8. sezone. Uklanjanje La Sejla iz špice kao odlazećeg člana glavne postave je bilo u 11. epizodi 8. sezone. Ipak, Benton je bio u špici 15. epizode 8. sezone u kojoj je prikazano kako razgovara sa Elizabet Kordej i 21. epizode u kojoj je bio na sahrani Marka Grina. Takođe se kasnije pojavio u 15. sezoni.

## Izbor glumca
Iako je Benton bio izvorni lik, prema izjavi koju je La Sejl dao 1997. godine, on je izabran za ulogu kasnije kad je prva sezona već počela da se snima. Rekao je: "Nekim čudom sam bio smiren. Kad izbor glumca traje toliko dugo, onda se takoreći čeka neko ko će da dođe i uskoči u ulogu. Ja sam bio spreman i potpuno usredsređen. Ušao sam u ordinaciju sa stetoskopom i hirurškim zelenilom koje sam ostavio iz prethodne uloge u seriji Ljudski činilac. Kad sam odlazio, hteo sam da kažu 'To je doktor Benton'." U tri dana audicije, La Sejlu je ponuđena uloga dr. Bentona.

## Razvoj
Podstrek za ime lika je došlo od imena bolnice "Piter Bent Bringam" (sad je to deo "Bringamobe i ženske bolnice" u Bostonu u Masačusetsu) u kojoj su se vršila i predavanja za fakultet "Harvard" gde je tvorac serije Majkl Krajton studirao medicinu, iako je (možda slučajno) devojačko prezime Krajtonove tadašnje supruge Meri-En Martin isto bilo Benton.
Nekoliko veza je napisano o likovoj ličnosti. U 4. sezoni je počeo da se zabavlja sa dr. Elizabet Kordej koju je igrala Aleks Kingston. Pošto su oboje bili hirurzi, likovi su se takmičili jedno protiv drugog poslovno pa nisu mogli da budu prikladna podrška jedno drugom tokom ličnih preloma pa je Kordejeva raskinula vezu u 5. sezoni. Prema članku objavljenom u časoposu Mlaznjak 1999. godine, Erik La Sejl je bio razlog što je veza raskinuta. On je bio nesrećan što je njegova međurodna veza sa Kordejevom bila prikazana kao manje problematična nego njegove ranije veze sa crnkinjama kao što su Džini Bule (Glorija Ruben) i Karla Ris (Lisa Nikola Karson). U jednoj izjavi je La Sejl rekao: "Kao afro-amerikancu, postaje ti malo napadno ako pokazuješ samo loše osobine. Jer u pravom životu se zabavljamo, idemo jedni drugima na živce, smejemo i radimo mnoge stvari koje svi drugi rodovi i ljudi rade. Pa, kad jednom pokažete uravnoteženu međurodnu vezu, svesno ili podsvesno, to onda šalje poruku da vam nije prijatno." S' obzirom na lik koji je La Sejl dočaravao na televiziji, La Sejl je zamolio producente da se raskine Bentonova međurodna veza. Kad je davao izjavu Džoniju Kokranu u emisiji Veče sa Džonijem Kokranom, La Sejl je napravio opasku: "Moramo da brinemo o poruci koju šaljemo kao Afroamerikanci" ili bilo koja druga manjina jer moramo da imamo istu vrstu razmene sa svojim srodnim dušama koje možemo da vidimo kod naših saradnika belaca". U jednoj kasnijoj epizodi, Benton je prikazan kao saosećajan prema svojoj bivšoj devojci Džini.

## Rani dani
Bentoj je uveden u probnoj epizodi kao hirurg stažista druge godine. Kad su svi ostali hirurzi bili zaokupljeni drugim operacijama, Benton je odlučio da operiše bez nadzornika da upravlja proširenom žilom i održi čoveka u životu dok kvalifikovani hirurg ne dođe. Iako je ovo uradio službeno nepropisno, njega je podržao lekar dr. Dejvid Morgenstern.

## Porodica i prijatelji

### Džekina i Piterova majka
U 1. sezoni, prikazano je da je majka dr. Bentona imala moždani udar i uglavnom je o njoj brinula njegova sestra Džeki koja je želela da je preseli u starački dom, a toj mogućnosti se Piter jako protivio. Kad je jedna večeri Benton čuvao svoju majku kod Džeki, ona je pala niz stepenice i slomila kuk.

### Džini Bule
Benton je upoznao Džini Bule, udatu lekarsku pomoćnicu, u bolnici. Zadivljen, on ju je unajmio da radi sa njegovom majkom kao fizioterapeutkinja. Bentonova majka je umrla, što ga je slomilo, a kad ga je Džini tešila, onda su započeli vezu. U 2. sezoni, Bentonova veza sa Džini je raskinuta. Džini je ostavila svog supruga Ala i otkrila da je pokupio HIV zbog preljube i da joj je još i preneo bolest. Ipak, Džini nije prenela virus Piteru.

### Karla Ris
U 3. sezoni, Piter počinje da se zabavlja sa bivšom devojkom Karlom Ris koja ubrzo ostaje trudna. Ona rađa sina Risa pre vremena. Kasnije je otkriveno da je zbog složenosti Risovog rođenja pre vremena ili boravka na intenzivnoj nezi dečak gluv. Piter je u početku teško prihvatao da mu je sin gluv i istražuje operacije kao mogućnost da mu povrati sluh, ali se kasnije pomirio sa tim kakav je Ris, a on i Karla su ga naučili da razgovara znakovnim jezikom. Kasnije, Karla je počela da se zabavlja sa izvesnim Rodžerom MekGratom i na kraju se udala za njega. Na kraju 5. sezone, Karla je manje više rekla Piteru da će zbog svog braka sa Piterom odvesti Risa sa njima zbog Rodžerovog novog posla u Nemačkoj, a na Piterove potresne i besne ogvovore je odgovorila "BIĆE tako".
Na početku 6. sezone, počeli su pravni postupci zbog Piterovog odbijanja Karlinih zahteva. Karla je još jednom razbesnela Pitera izjavivši da bi trebalo da pristane i da se složi sa njom, a onda ga je i potresla kad mu je rekla da možda i nije Risov otac i da je trebalo da tada bude otac, ali Rodžer može da uskoči u tu ulogu ubuduće. Piter je uradio DNK ispitivanje da bi utvrdio da li su Karline sumnje istinite, ali je odlučio da ne podiže nalaze i da će biti Risov otac bez obzira na biologiju. Karla nije uslišila Piterovu molbu da okončaju pravnu bitku, ali se u novogoidšnjoj noći pojavila besna u bolnici sa Risom i gorko mu rekla "Pobedio si" i cinično mu zahvalila što je uništio njen i Rodžerov život jer je Rodžera šef išutirao sa posla u Nemačkoj jer je previše vremena provodio po sudu pa moraju da ostanu u Čikagu. Piter je iskreno rekao da mu je žao zbog posla, ali mu nikako nije žao što će njegov sin ostati u istom gradu sa njim. U 7. sezoni, Karla počinje ponovo da otvoreno muva Pitera, izazvala teškoće između njega i njegove nove devojke Kleo Finč i lagala Rodžera da se Piter nabacivao njoj do te mere da su se Rodžer i Piter potukli u Urgentnom centru.
Početkom 8. sezone, Karla gine u saobraćajnoj nesreći. Piter uzima Risa pod punim starateljstvom, ali kad je Rodžer počeo da se žali zbog vremena koje provodi sa sinom, Piter je navaljivao da Rodžer okrene drugi list i pusti ga. Rodžer je tužio Pitera oko starateljstva, a njegovi zastupnici su naterali Pitera da kaže da možda nije Risov rođeni otac. Piter radi još jedno ispitivanje očinstva i ovog puta saznaje istinu - da nije Risov rođeni otac. Rodžerov zastupnik ukazuje na to koliko vremena Piterov posao zahteva i da Rodžer radi od kuće i ima svoj raspored.
Tokom parnice, Piter je počinio krivokletstvo rekvaši da mu je dat novi raspored sa umanjenim radnim vremenom u Opštoj bolnici. Piter se kasnije obratio svom nadređenom dr. Robertu Romanu i tražio takav raspored, ali Romano nije mogao da mu da samo dnevni raspored. Piter mu je onda predao ostavku i otišao u jednu ambulantu van grada gde njegova devojka Kleo Finč radi da traži posao. U tom je uspeo i dobio satnicu za koju je govorio sudiji pa je nagrađen punim starateljstvom nad Risom, a Rodžer je dobio prava na posete. Kad je potišteni Rodžer doneo Risu poklon za Božić kasnije tog dana, Piter je, znajući da je Rodžer važan Risu, rekao Rodžeru da dođe kod njega i Kleo i sam da Risu poklon. Rekao je da to čini zbog Risa pa su obojica udarno prihvatili da je Piter pobedio.

### Elizabet Kordej
Kad je hirurškinja iz Britanije dr. Elizabet Kordej počela da radi u Opštoj bolnici, brzo je privukla Bentona, iako on u početku nije obraćao pažnju na nju. Ipak, Elizabet mu je rekla da on ne želi da bude u vezi sa njom zbog njihove rodne različitosti, a onda joj je Benton priznao "Jeste mi nezgodno da se zabavljam sa belkinjama". Poslovno, Benton i Kordejeva su pokušali da nadrade jedno drugo nekoliko puta i oboma se na kraju pružila prilika da sarađuju sa dr. Robertom Romanom. Kasnije te godine, Benton je pomagao na opreaciji koju je radio njegov mentor dr. Dejvid Morgenstern. Morgenstern (koji je nekako oklevao da radi operaciju posle srčanog udara) je napratio ozbiljnu grešku koja je ugrozila bolesniku život. Benton ga je onda izbacio iz sale i preuzeo operaciju, a Elizabet je stigla prekasno da bi videla Morgensternovu grešku, ali je videla kako se Benton ponašao prema Morgensternu. Benton je udaljen sa posla i zamalo je izgubio posao, ali je Morgenstern doneo snimljeni zapis operacije kojom je oslobođen njegov bivši student.
Morgenstern je onda dao otkaz u bolnici, a uznemireni Piter je započeo vezu sa Elizabet. Njih dvoje su ostali zajedno većinom sledeće dve godine, iako je njihova veza počela da trpi osećajno zbog Piterove želje da više vremena provodi sa Risom. Elizabet mu je pomogla da shvati da njihova veza ne vodi nigde i onda su raskinuli, ali su ostali dobri prijatelji i saradnici. Njihovo prijateljstvo je dovedeno u pitanje kad se Elizabet obratila zaposlenima u bolnici sa zamišlju o hirurškoj stipendiji. Benton se povukao sa Romanove kerdiološke stipendije (koja bi mu oduzimala mnogo vremena) i kandidovao se i dobio hiruršku stipandiju. Elizabet je osećala da ju je Piter izdao pa je zbog želje da ostane u Opštoj prihvatila Romanovu ponudu za kradiološku stipendiju.
Amreikanci su navodno bili uznemireni zbog Bentonove međurodne veze sa Kordejevom, a mnogi su jednostavno pretpostavili da je Kordejeva crnkinja zbog veze. Aleks Kingston, glumica koja je igrala Kordejevu, je kasnije rekla: "Međurodne veze se viđaju svuda po svetu [van Amerike]. Nekako sam povodljivo mislila da će biti slobodno u Americi. A i nije bilo daleko od istine. U stvari, da li sada postoji neka serija [2013 godine] u kojoj postoji veza crnca i belkinje. Ima ih nekoliko i nisu blizu jedna druge."

### Kleo Finč
U 6. sezoni, Benton je počeo da se zabavlja sa dr. Kleo Finč, pedijatarkom iz Urgentnog centra. Njihova veza je bila na iglama zbog njegove bivše devojke Karle, ali u 8. sezoni su otišli iz Čikaga sa Bentonovim sinom Risom da započnu novi život. Piter Benton i Kleo Finč su prešli u drugu bolnicu. U epizodi "Stara vremena" u 15. sezoni, Benton je viđen kako nosi burmu pa je pretpostavljeno da su se on i Kleo venčali. Kasnije tokom epizode, kad se Karter probudio posle operacije, pitao je Bentona ko čuva Risa, a Piter je nonšalantno odgovorio "Kući je sa Kleo".

### Džon Karter
U početnoj epizodi, Džon Karter je predstavljen kao student treće godine na praksi u Urgentnom centru. Dodeljen je Bentonu, a on mu je zadavao muke. Na kraju su se sprijateljili, a njihove ličnosti su se sukobljavale mnogo puta. Benton je nadahnutiji i usredsređeniji na operacije dok je Karter saosećajniji i voljniji da provodi vreme sa bolesnicim i zbog toga "ga [Bentona] izluđuje" kako je objasnio Kleo, iako on smatra da je Karter darovit i pametan lekar. U 3. sezoni, Benton je imao upalu slepog creva, a Karter ga je operisao. Ipak, Karter je na kraju odlučio da ostavi hirurgiju i pređe na hitno zdravstvo, a zbog te odluke se sukobio sa Bentonom. Ipak, njih dvojica su se pomirili i uprkos tome što su bili manje u spoju jer se Karter prebacio na hitno zdravstvo, oni su osnovali jako prijateljstvo.
U 6. sezoni, Benton je bio vidno uznemiren kad je Kartera izboo šizofreni bolesnik i na kraju ga je operisao sa dr. Anspom. Tokom operacije, Benton je postao zaštitnički nastrojen prema Karteru i izrazio je pružio je otpor ostavljanju svog bivšeg štićenika zbog drugog bolesnika. Kasnije, kad je čuo da je Karter postao zavistan od analgetika, on je odbio da gleda Kartera kako se uništava pa ga je ubedio da ode na odvikavanje.
U 8. sezoni, pre nego što je dr. Benton otišao iz Opšte bolnice, sa Karterom se poslednjim pozdravio. Kao poklon na odlasku, Karter je dao Bentonu žeton za voz, isti onaj koji je njemu Benton dao kad je došao u Urgentni centar. Karter je iscrpljen i uznemiren kad su u Urgentni centar stigle brojni bolesnici, a kad je pomenuo noć koja ga je slomila, Benton mu je lepo dao žeton i rekao mu ako ozbiljno želi da bude lekar, onda da ga iskoristi kad bude dolazio sutradan na posao. Karter se jeste vratio u svoju smenu, ali je zadržao žeton da ga podseća na ozbiljnost posla.
U 15. sezoni, on se ponovo sreo sa Karterom kad mu je trebalo presađivanje bubrega. Benton je nadzirao operaciju u bolnici u kojoj radi i pobrinuo se da njegov stari prijatelj i saradnik dobije najboljub moguću zdravstvenu negu. Pošto je Benton znao da je Karter bio u Africi prošle 4 godine, najverovatnije su se dvojica lekara ograničeno čuli pošto su radili u različitim bolnicama.

## Karijera
Dr. Romano je na kraju ponudio Bentonu mesto lekara hirurga, ali kad je bolesniku sa Medikerom trebala operacija koju je Romano odbio da izvede, Benton je pozvao Službu za socijalni rad i obavestio ih o odbijanju lečenja. Romano je presreo bolesnika kad su socijalni radnici došli i uradio je operaciju, ali se razbesneo na Pitera što ih je zvao. Romano je onda povukao zamisao o lekaru hirurgu i objasnio je Piteru da su dobra službe za socijalni rad i Medikera uticali da blonica ugrubo izjednači platu koju bi on imao na godišnjem nivou. Romano je onda ponudio Bentonu mesto hirurga na dnevnom nivou sa smanjenim koristima i težim rasporedom, ali je Benton to odbio. Romano je takođe isokristio svoj popriličan uticaj da stavi Bentona na crni spisak zdravstvene zajednice zbog čega je njenmu bilo teško da nađe posao u Čikagu. Kordejva mu je pronašla novi posao u Filadelfiji, ali Karla ne bi dala zajedničko starateljstvo nad Risom da je on otišao iz grada (jer bi mu udarila kontru zato što on nije hteo da da zajedničko starateljstvo da su ona i njen suprug Roger otišli iz grada pre godinu dana). Piter je onda bio prisiljen da se obrati Romanu i prihvati posao na dnevnom nivou.
Posle parnice između Rogera i njega, Benton je prisiljen da ode iz Opšte bolnice kako bi radio u boljem radnom vremenu u drugoj bolnici da bi dobio starateljstvo nad Risom. Tokom njegove poslednje operacije u Opštoj, Benton je nekim čudom spasao šestogodišnje dete koje se slučajno upucalo.

## Posle Opšte bolnice
Nakon što je napustio seriju, Benton je viđen još nekoliko puta. Prvi put kad je razgovarao sa dr. Kordej, a ona mu je rekla da je njen brak sa njegovim drugom i saradnikom dr. Markom Grinom u nevolji. Sledeći put se pojavio na Grinovoj sahrani. Benton se pojavio na slici tokom prezentacije na ispratnici za dr. Kartera, a takođe mu se čuo glas u Karterovom sećanju kad je odlazio iz Urgentnog centra na kraju 11. sezone. Eriq La Salle se pojavio nepotpisano na početku epizode "Leči se" kako bi obavestio publiku o smrti tvorca serije Majkla Krajtona.

## Sezona 15
Tokom 15. i poslednje sezone serije Urgentni centar, na kraju epizode "Knjiga o Ebi", dugogodišnja bolničarka Hejle Adams pokazuje odlazećoj Ebi Lokhart ormarića gde su svi bivši lekazi i zaposleni ostavili značke sa svojim imenima. Među njima se i značka sa prezimenom "Benton" vidi.
Benton se vratio u 19. epizodi 15. (poslednje) sezone serije Urgentni centar "Stara vremena" koja je premijerno prikazana 12. marta 2009. godine. U toj epizodi je posetio starog druga i bivšeg đaka Džona Kartera koji čeka presađivanje bubrega i otkriveno je da je Benton napustio ličnu praksu i prešao na mesto hirurga u Univerzitetskoj bolnici "Severozapad". Videlo se da nosi burmu pa se pretpostavlja da se oženik Kleo.
Na kraju serije, Benton je došao na Karterovo otvaranje nove bolnice sa Risom. Takođe je otišao i na proslavu posle toga sa Karterom, Suzan Luis i Keri Viver i sreo je Elizabet Kordej i upoznao Rejčel Grin. Tokom razgovora, on je rekao da su on i Kleo i dalje zajedno.

## Prijem
Stranica "SocialTechPop" je uvrstila Bentona u prvih 10 TV očeva 2011. godine. Časopis Nedeljna zabava ga je uvrstio na svoj spisak "21 najdosadniji TV lik ikad".